# Wiedźma: Sekrety nieśmiertelnego Nicholasa Flamela
Wiedźma (ang. The Enchantress. The Secrets of the Immortal Nicholas Flamel) – szósta, ostatnia część z serii Sekrety nieśmiertelnego Nicholasa Flamela autorstwa irlandzkiego pisarza Michaela Scotta. Powieść ukazała się w USA 22 maja 2012, a 24 maja 2012 w Wielkiej Brytanii. W Polsce książkę wydano 8 października 2013 roku. Jest to kontynuacja książki Wiarołomca.